# 絕命制裁X
《絕命制裁X》是日本漫畫家佐藤霄吉創作的日本漫畫作品。於《月刊Dragon Age》2009年5月号開始連載，最初是不定期連載，2010年10月号宣布固定隔月連載。故事的概要是一群專門葬送法律無法制裁的犯罪者的組織。
電視動畫於2015年4月開始播放。

## 故事簡介
這世上存在着一個選擇將法律無法制裁的惡人作為惡性腫瘤「去除」，並將其埋葬於黑暗中的秘密組織——黑色標籤。作為組織一員的17歲高中生三神嵐，面對巨大的罪惡挺身而出。這個故事，是以高中生之身擔當處刑人的少年，與選擇和覺悟鬥爭的記錄。

## 主要人物

### 安瓶一號（實習醫生）
三神嵐（聲：赤羽根健治）
17歲，175公分。
做出選擇的男子。是個懷抱著亡友遺志持續奮戰的剛毅木訥人物。九年前受到恐怖炸彈攻擊所波及而身體殘破不堪，在望月正宗的救治下，接收了被宣判腦死的摯友望月龍的身體、內臟而存活下來。對摯友的父親同時也是自己救命恩人的望月正宗抱有極大忠誠心。
武裝：鎗管一長一短的M1911雙鎗（命名：「 BlackLabel Long Slide 」「 BlackLabel Knuckle 」；長款的手鎗為致敬電影中終結者所持之名鎗AMT Hardballer）、短鎗身雙管散彈鎗（命名：「 Double Joker 」）
木場美琴（聲：近藤唯）
17歲，162公分，B87/W57/H85。
嵐的學姊。雖然在學校是個千金大小姐，但駕馭機車的技術非常高超。喜歡嵐。
武裝：GS1200SS重機車（命名：「 Black Goose 」）、S&W M627 Performance Center雙鎗（命名：「 Eight Ball 」；據作者所言，這是日本業界第一部起用此款八發裝左輪手鎗的漫畫）
梨田織葉（聲：佐藤亞美菜）
14歲，148公分，B87/W53/H79。
失控偶像，擅長使用爆裂物，是小組裡的火藥庫。喜歡嵐。
武裝：M79榴彈發射器（命名：「 I★DOL BUSTER 」）、RPG-7、各式炸弹

### 安瓶零號（主治醫生）
劍光姬（聲：淺野真澄）
29歲，163公分，B80/W55/H82。
望月綜合病院的麻醉醫師。與友子組成搭檔，是遠距離支援戰鬥人員。
武裝：20mm反器材步槍NTW-20（命名：「 BlackLabel Indra Arrow」）、7.62mm狙擊步鎗M14 EBR（命名：「 BlackLabel Silent Mist 」）
狹霧友子（聲：大浦冬華）
28歲，175公分，B111/W61/H91。
望月綜合病院的外科醫師，使用武士刀戰鬥的近距離戰鬥人員。
武裝：日本刀‧大蛇（ BLACK LABEL OROCHI ）
柩小夜（聲：白石涼子）
24歲，169公分，B93/W58/H84。
擁有強韌的肉體的護士，負責小組中的重型槍械。喜歡嵐。
武裝：MG42通用機槍（命名：「 BlackLabel BuzzSaw 」）、M134迷你砲機槍（命名：「 THE NO PAIN 」）、盾

### 黑色標籤
望月正宗（聲：黑田崇矢）
56歲，180公分。
望月綜合醫院理事長。也是黑色標籤的創辦人。
菲歐娜·蘭·溫徹斯特（聲：久川綾）
年齢不詳，166公分，B78/W53/H81。
望月綜合醫院院長。也是黑色標籤的參謀。

### 警察
多多良五十六（聲：手塚秀彰）
45歲，168公分。
飛岡警局的刑警。奉行現場主義，累積出實力的刑警。
鈴江好實（聲：味里）
25歲，172公分，B110/W59/H89。
飛岡警局的刑警。是與多多良搭檔的菜鳥刑警。

### 飛城財閥
護龍
京兒的側近，御庭番幹部－四天衛鬼之一。
幼年時由財閥收養，性格忠貞不二的女忍者風美女。

### 注射器
D（聲：佐藤せつじ）
Mr.阿斯特羅（聲：星野貴紀）
薰、香織（聲：嘉山未紗（薰）、 安野希世乃（香織））
賽蓮（聲：藏合紗惠子）

### 其他
小湊雛子（聲：大空直美）
17歲，153公分，B77/W55/H77。
嵐的同班同學。蒙地卡羅SS咖啡廳老闆的女兒。喜歡嵐。
桃木野由宇（聲：橘田泉）
雛子的好友。運動神經發達，因此成為社團爭搶的對象。喜歡美琴。
櫻田奈央（聲：小野涼子）
嵐的班級教師，大約27歲
友子與光姬於望月學園的後輩，其性感身材也不輸給友子。
實際是黑色標籤的成員。受望月的命令而監視嵐。本人的體術能與美琴互相較量。
犬鳴慎一郎（聲：三木真一郎）
原安瓶零號的成員，身著黑色西裝與骷髏花紋領帶的男子，三神嵐的授業師父。
望月龍
嵐的好友，正宗的兒子。
緋崎千影（聲：柚木涼香）
緒方早紀（聲：西村麻彌）
三日月赫倫、三日月堇（聲：野水伊織（赫倫）、幸田夢波（堇））
南城亞里沙（聲：戶田惠）
27歳，B97(H罩杯)/W58/H90。
自由業女主持，具有一定的人氣。

## 出版書籍
| 集數 | 富士見書房                  | 富士見書房                                              | 台灣角川       | 台灣角川               |
| 集數 | 發售日期                    | ISBN                                                    | 發售日期       | ISBN                   |
| ---- | --------------------------- | ------------------------------------------------------- | -------------- | ---------------------- |
| 1    | 2009年12月9日               | ISBN 978-4-04-712640-4                                  | 2011年3月29日  | ISBN 978-986-287-134-8 |
| 2    | 2010年9月9日                | ISBN 978-4-04-712685-5                                  | 2011年5月27日  | ISBN 978-986-287-184-3 |
| 3    | 2011年9月9日                | ISBN 978-4-04-712746-3                                  | 2012年3月10日  | ISBN 978-986-287-621-3 |
| 4    | 2012年3月9日                | ISBN 978-4-04-712780-7                                  | 2012年8月10日  | ISBN 978-986-287-872-9 |
| 5    | 2012年8月8日                | ISBN 978-4-04-712819-4                                  | 2013年2月14日  | ISBN 978-986-325-231-3 |
| 6    | 2013年2月9日                | ISBN 978-4-04-712854-5                                  | 2013年6月26日  | ISBN 978-986-325-428-7 |
| 7    | 2013年8月9日                | ISBN 978-4-04-712889-7                                  | 2014年3月19日  | ISBN 978-986-325-867-4 |
| 8    | 2014年2月8日                | ISBN 978-4-04-070022-9                                  | 2014年9月25日  | ISBN 978-986-366-136-8 |
| 9    | 2014年9月9日                | ISBN 978-4-04-070264-3                                  | 2015年4月24日  | ISBN 978-986-366-437-6 |
| 10   | 2015年2月25日 2015年3月6日  | ISBN 978-4-04-070263-6（限定版） ISBN 978-4-04-070262-9 | 2015年12月12日 | ISBN 978-986-366-865-7 |
| 11   | 2015年5月9日                | ISBN 978-4-04-070569-9                                  | 2016年5月26日  | ISBN 978-986-473-124-4 |
| 12   | 2015年11月2日 2015年11月9日 | ISBN 978-4-04-070571-2（限定版） ISBN 978-4-04-070570-5 | 2016年10月26日 | ISBN 978-986-473-354-5 |
| 13   | 2016年5月9日                | ISBN 978-4-04-070878-2                                  | 2017年4月19日  | ISBN 978-986-473-633-1 |
| 14   | 2016年11月9日               | ISBN 978-4-04-072082-1                                  | 2017年7月10日  | ISBN 978-986-473-804-5 |
| 15   | 2017年5月9日                | ISBN 978-4-04-072280-1                                  | 2018年3月22日  | ISBN 978-957-564-110-8 |
| 16   | 2017年11月9日               | ISBN 978-4-04-072494-2                                  | 2018年9月19日  | ISBN 978-957-564-456-7 |
| 17   | 2018年6月9日                | ISBN 978-4-04-072741-7                                  | 2019年6月19日  | ISBN 978-957-743-034-2 |
| 18   | 2018年12月7日               | ISBN 978-4-04-072975-6                                  | 2019年12月16日 | ISBN 978-957-743-400-5 |
| 19   | 2019年6月8日                | ISBN 978-4-04-073209-1                                  | 2020年5月27日  | ISBN 978-957-743-712-9 |
| 20   | 2020年1月9日                | ISBN 978-4-04-073465-1                                  | 2020年7月23日  | ISBN 978-957-743-838-6 |
| 21   | 2020年7月9日                | ISBN 978-4-04-073718-8                                  | 2021年3月29日  | ISBN 978-986-524-254-1 |
| 22   | 2021年2月9日                | ISBN 978-4-04-073986-1                                  | 2021年9月13日  | ISBN 978-986-524-742-3 |
| 23   | 2021年8月6日                | ISBN 978-4-04-074210-6                                  | 2022年3月17日  | ISBN 978-626-321-270-1 |
| 24   | 2022年2月9日                | ISBN 978-4-04-074429-2                                  | 2022年11月17日 | ISBN 978-626-321-973-1 |
| 25   | 2022年8月9日                | ISBN 978-4-04-074631-9                                  | 2023年3月23日  | ISBN 978-626-352-323-4 |
| 26   | 2023年2月9日                | ISBN 978-4-04-074865-8                                  | 2023年11月23日 | ISBN 978-626-378-143-6 |
| 27   | 2023年10月6日               | ISBN 978-4-04-075170-2                                  | 2024年6月27日  | ISBN 978-626-400-118-2 |
| 28   | 2024年6月7日                | ISBN 978-4-04-075481-9                                  | 2025年3月6日   | ISBN 978-626-415-443-7 |
| 29   | 2025年2月7日                | ISBN 978-4-04-075791-9                                  |                |                        |

## 電視動畫
2015年4月8日開始播放。

### 製作人員
- 原作：佐藤霄吉（日语：佐藤ショウジ）（KADOKAWA 富士見書房刊「Dragon Comics Age」）
- 監督：高見明男、加戶譽夫
- 系列構成：高山克彥
- 角色設計、總作畫監督：高見明男
- 動畫製作：XEBEC
- 製作：「絕命制裁X」製作委員會

### 主題曲
片頭曲「triage」
作詞、作曲、編曲：流田Project，主唱：藏合紗惠子 featuring 流田Project
片尾曲
作詞：畔柳宏平，作曲：隱田遼平，編曲：，主唱：山本和臣
插入曲「Big Bang Love」（第6話）
作詞、作曲、編曲：宮崎誠，主唱：梨田織葉（佐藤亞美菜）

### 各話列表
| 話數               | 原文標題             | 劇本       | 分鏡       | 演出       | 作畫監督                                                                    |
| ------------------ | -------------------- | ---------- | ---------- | ---------- | --------------------------------------------------------------------------- |
| EPISODE:01         | PRESCRIPTION of HELL | 高山克彥   | 高見明男   | 加戶譽夫   | 前田明壽、藤原奈津子 藤田正幸                                               |
| EPISODE:02         | SURGICAL STRIKE      | 高山克彥   | 村田峻治   | 渡部周     | 合田浩章、豬股雅美                                                          |
| EPISODE:03         | MIDNIGHT GUERRILLA   | 高山克彥   | 加戶譽夫   | 萩原省智   | 萩原省智、谷圭二 永吉隆志、小畑賢 、西山忍 高橋慶江、辻浩樹 臼田美夫          |
| EPISODE:04         | FIRE GAME            | 高山克彥   | 大久保富彥 | 萩原省智   | 飯飼一幸、關口雅浩 津熊健德                                                 |
| EPISODE:05         | SACRIFICE IDOL       | 關根亞由實 | 孫承希     | 孫承希     | 岡辰也、服部憲知 松下純子、木下由美子 、西山忍 小畑賢                       |
| EPISODE:06         | GALACTIC ON STAGE    | 關根亞由實 | 飯村正之   | 飯村正之   | 丸岡功治、藤原潤 福地和浩、永野孝明 成松義人、山田雄一郎 加藤里香、植竹康彥 |
| EPISODE:07         | CHAOS WORLD          | 關根亞由實 | 上坪亮樹   | 上坪亮樹   | 前田明壽、乘田拓茂 小林千鶴、藤原奈津子                                     |
| EPISODE:08         | CLOSED HEART SHELTER | 高山克彥   | 加戶譽夫   | 大久保富彥 | 松村拓哉、飯田剛士 飯飼一幸、關口雅浩 津熊健德                              |
| EPISODE:09         | LIMIT BREAK          | 高山克彥   | 高橋秀彌   | 高橋秀彌   | 合田浩章、豬股雅美                                                          |
| EPISODE:10         | 水溫怎麼樣？         | 高山克彥   | 飯村正之   | 飯村正之   | 前田明壽、乘田拓茂 小林千鶴、藤原奈津子                                     |
| EPISODE:11 （OVA） | RECOLLECTION XOXO    | 關根亞由實 | 加戶譽夫   | 孫承希     | 高見明男、藤原奈津子 乘田拓茂、小林千鶴 村田峻治、飯田剛士                  |

### 播放電視台
日本深夜動畫：下文記載的日本国内播放時間使用日本標準時間（UTC+9）表示。因為部分時間标识會採用30小时制，因此請留意这类超过24:00的时间，其實際播放時間為翌日清晨。
| 播放地區 | 播放電視台   | 播出日期              | 播出時間         | 所屬聯播網 | 備註 |
| -------- | ------------ | --------------------- | ---------------- | ---------- | ---- |
| 东京都   | TOKYO MX     | 2015年4月8日－6月10日 | 周三 25:05-25:35 | 獨立UHF局  |      |
| 兵库县   | 阳光电视台   | 2015年4月8日－6月10日 | 周三 25:30-26:00 | 獨立UHF局  |      |
| 福冈县   | TVQ九州放送  | 2015年4月8日－6月10日 | 周三 26:40-27:10 | 东京电视网 |      |
| 埼玉县   | 埼玉电视台   | 2015年4月9日 -        | 周四 25:05-25:35 | 獨立UHF局  |      |
| 千叶县   | 千叶电视台   | 2015年4月9日 -        | 周四 25:00-25:30 | 獨立UHF局  |      |
| 神奈川县 | 神奈川电視台 | 2015年4月9日 -        | 周四 25:00-25:30 | 獨立UHF局  |      |
| 岐阜县   | 岐阜放送     | 2015年4月9日 -        | 周四 25:45-26:15 | 獨立UHF局  |      |
| 三重县   | 三重电视台   | 2015年4月9日 -        | 周四 26:20-26:50 | 獨立UHF局  |      |
| 日本全國 | BS11         | 2015年4月10日 -       | 周五 27:00-27:30 | 衛星電視   |      |

| 播放地區 | 发布          | 播出日期        | 播出時間       | 所屬聯播網 | 備註 |
| -------- | ------------- | --------------- | -------------- | ---------- | ---- |
| 日本全國 | d Anime Store | 2015年4月10日 - | 周五 12:00更新 | 网络電視   |      |
| 日本全國 | NICONICO频道  | 2015年4月24日 - | 周五 12:00更新 | 网络電視   | 付费 |
| 日本全國 | 万代频道      | 2015年4月24日 - | 周五 12:00更新 | 网络電視   | 付费 |
| 日本全國 | Gyao!         | 2015年4月24日 - | 周五 12:00更新 | 网络電視   |      |

## 註解
1. ↑  .   [2014-12-01]. （原始内容存档于2021-04-27）.
2. ↑  漫畫第12集附送Blu-ray。

## 外部連結
- 富士見書房｜絕命制裁X （页面存档备份，存于）
- 絕命制裁X電視動畫公式網站 （页面存档备份，存于）
- 電視動畫「絕命制裁X」公式的X（前Twitter）